# Аугуст Маке
Аугуст Маке (Мешеде, Вестфалија 1887 — Перте-ле-Ирлу, Марна, 1914) је био немачки сликар, припадник покрета експресионизма.
Маке је студирао између 1904. и 1906. у Диселдорфу и после тога код Л. Коринта у Берлину. Године 1907. путовао је први пут у Париз где је дошао у додир са импресионизмом и фовизмом. Био је веома импресиониран чистим бојама које се наносе на платно независно од предмета који се слика. Његов почетни импресионистички стил еволуирао је под утицајем Анрија Матиса у површински нанос боја слободним потезом четке. Уз помоћ Франца Марка доспео је и до Плавог јахача и учествовао је 1911/12. на изложбама групе. Под тим утицајем, али и под утицајем орфизма Роберта Делонеа његови радови су добијали привремено кубистичке и футуристичке елементе. До потпуне апстракције, међутим, Маке није ишао. У тематском погледу бавио се углавном приказима људи и њихове околине, сликањем паркова и призора на улици али и представама архитектуре градова и пејзажа. Године 1914. кренуо је заједно са Паулом Клеом и Л. Моајеом у Тунис. Његови акварели који су настали том приликом су јасног, светлећег колорита и веселе прозрачности. Исте године мобилисан је и погинуо је на фронту.

## Одабрана дела
- Девојке испод дрвећа, 1914
- Керуан (III), 1914
- Стеновити пејзаж, 1914
- Пејзаж код Хамамета, 1914